# Menno Bergsen
Menno Bergsen (sinh ngày 26 tháng 8 năm 1999) là một cầu thủ bóng đá người Hà Lan hiện tại đang thi đấu ở vị trí thủ môn cho câu lạc bộ Helmond Sport.

## Sự nghiệp thi đấu

### Dordrecht và Eindhoven
Bergsen ra mắt chuyên nghiệp cho FC Dordrecht vào năm 2017. Anh chỉ chơi 2 trận cho Dordrecht trước khi chuyển sang FC Eindhoven vào năm 2018.

### NK Maribor
Tháng 6 năm 2021, Bergsen gia nhập câu lạc bộ NK Maribor tại Slovenian PrvaLiga bằng bản hợp đồng kéo dài 2 năm. Anh có trận ra mắt giải quốc nội cho Maribor vào ngày 23 tháng 4 năm 2022, khi anh thay thế cho Ažbe Jug gặp chấn thương sau 15 phút.